# Револьверна гармата Конфедератів
Револьверна гармата Конфедератів — зброя, яку розробили і виробляли під час громадянської війни в США. Була розроблена на базі револьвера, збільшеного до розміру гармати.

## Історія
Генрі Клей Пейт був колишнім адвокатом, який під час громадянської війни США організував кавалерійську роту під назвою «Рейнджери Пейта» (Pate's Rangers), чи «Пітерсбурзькі Рейнджери» (Petersburg Rangers). Інноваційною розробкою Пейта стала револьверна гармата, яку він створив на ливарному заводі в місті Пітерсбург, Вірджинія. Ця гармата була розроблена для загону Пейта.
Гармату використовували під час облоги Пітерсбурга. Її захопили війська Союзу під Данвіллом 27 квітня 1865. Не дивлячись на те, що гармата була новинкою, вона не зіграла великої ролі на полі бою. Після захоплення гармату відправили до Артилерійської лабораторії, Військової академії США, Вест-Поінт, Нью-Йорк.

## Конструкція та технічні характеристики
Метою створення револьверної гармати було збільшення темпу вогню гармати. Конструкція походила на револьвери того часу і складалася з циліндричного барабану де знаходилися набої, обертаючись, барабан підставляв набій навпроти казенного зрізу ствола. Калібр гармати був два дюйми, а барабан вміщував п'ять набоїв.
Для стрільби у револьверній гарматі використовували капсулі. Удар по капсулю завдавав довгий підпружинений ударник.
Гармата мала гвинтовий механізм, який штовхав барабан вперед, коли він перебував у потрібній позиції. Це дозволили зменшити зазор між стволом і барабаном, що зменшувало прорив порохових газів під час стрільби (пізніше схожий механізм використано у револьвері системи Нагана).
Прикріплений до храповика важіль використовували для обертання барабана. Пружинна собачка прослизала у вирізи на барабані для утримання його в потрібній позиції під час стрільби.